# Điện ảnh România
Điện ảnh Romania (tiếng România: Filmul românesc) là tên gọi ngành công nghiệp điện ảnh của România từ 1900 đến nay.

## Lịch sử hình thành và phát triển

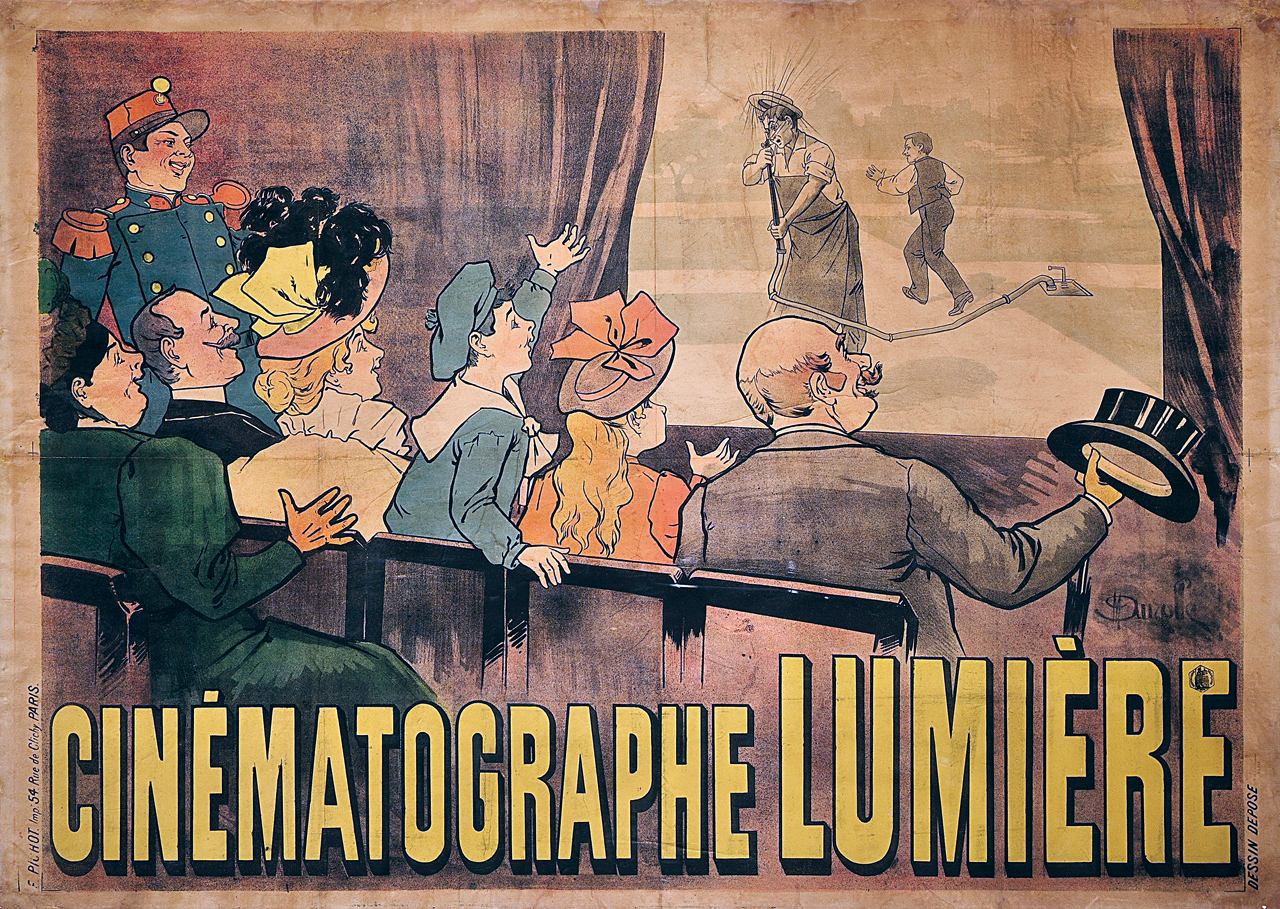
Buổi chiếu phim đầu tiên của anh em nhà Lumière ở Bucharest (1896)

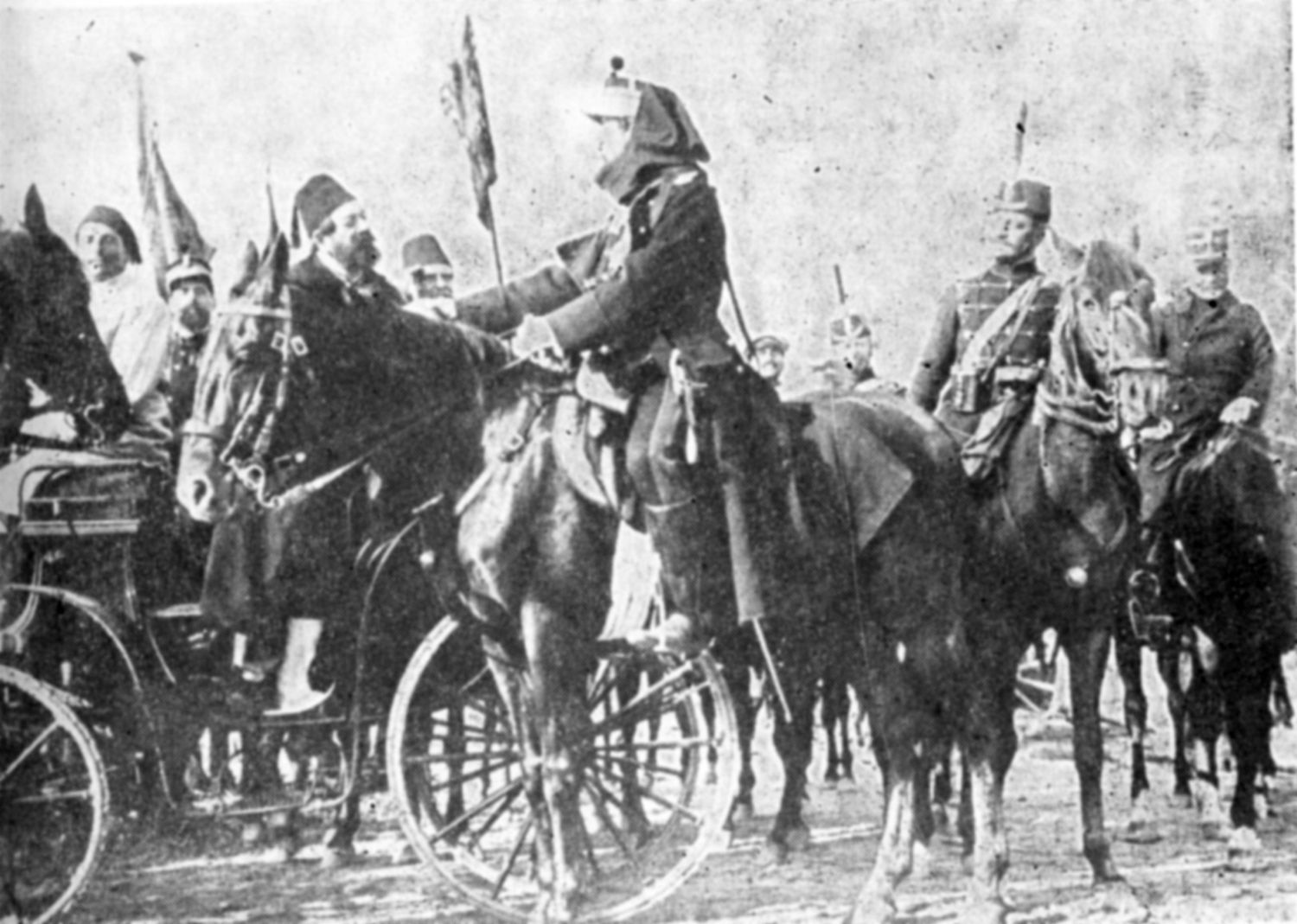
Phim Romania độc lập (1912)

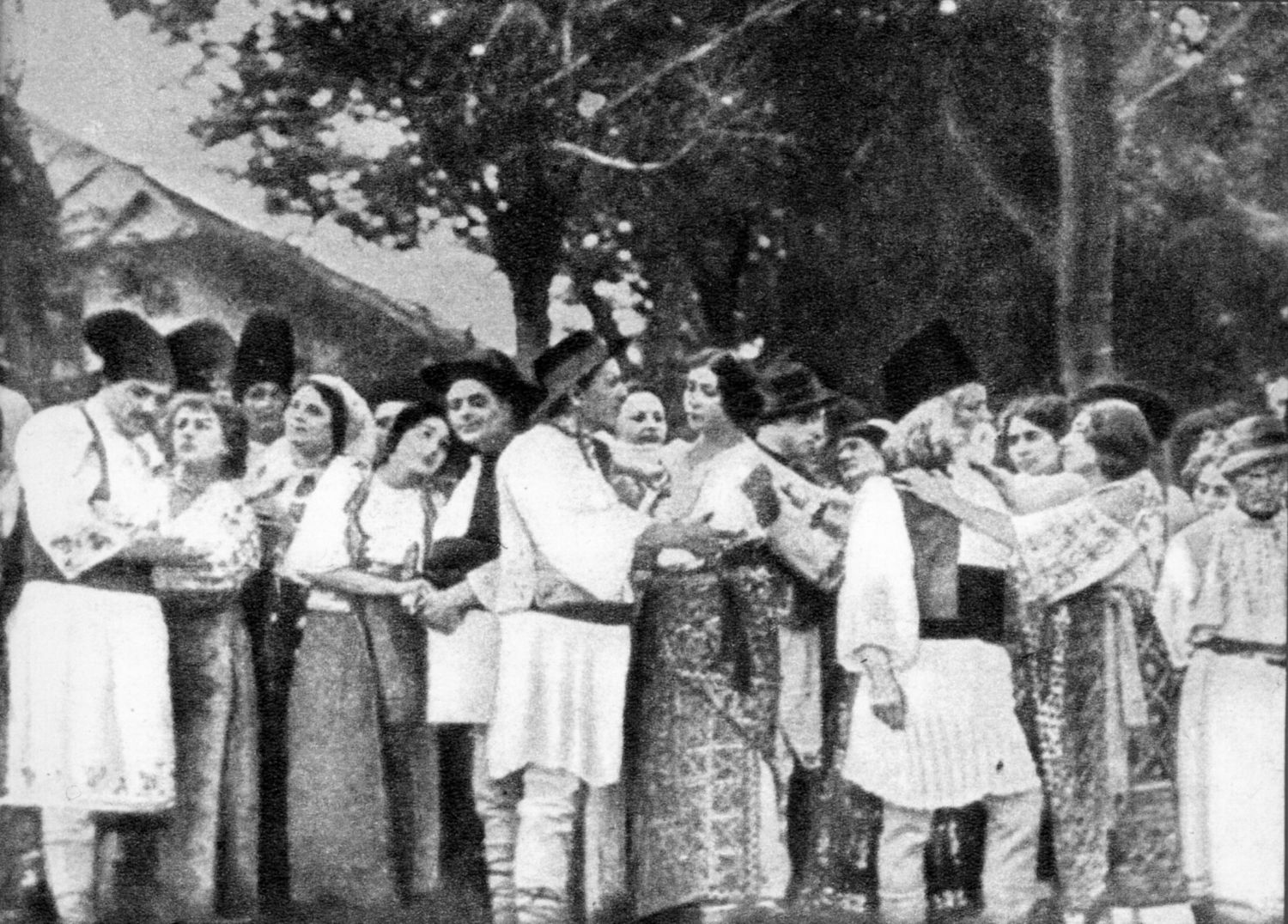
Một cảnh trong phim Romania độc lập (1912)

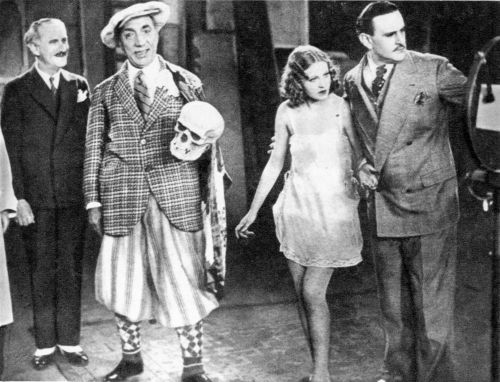
Phim Visiul lui Tanase

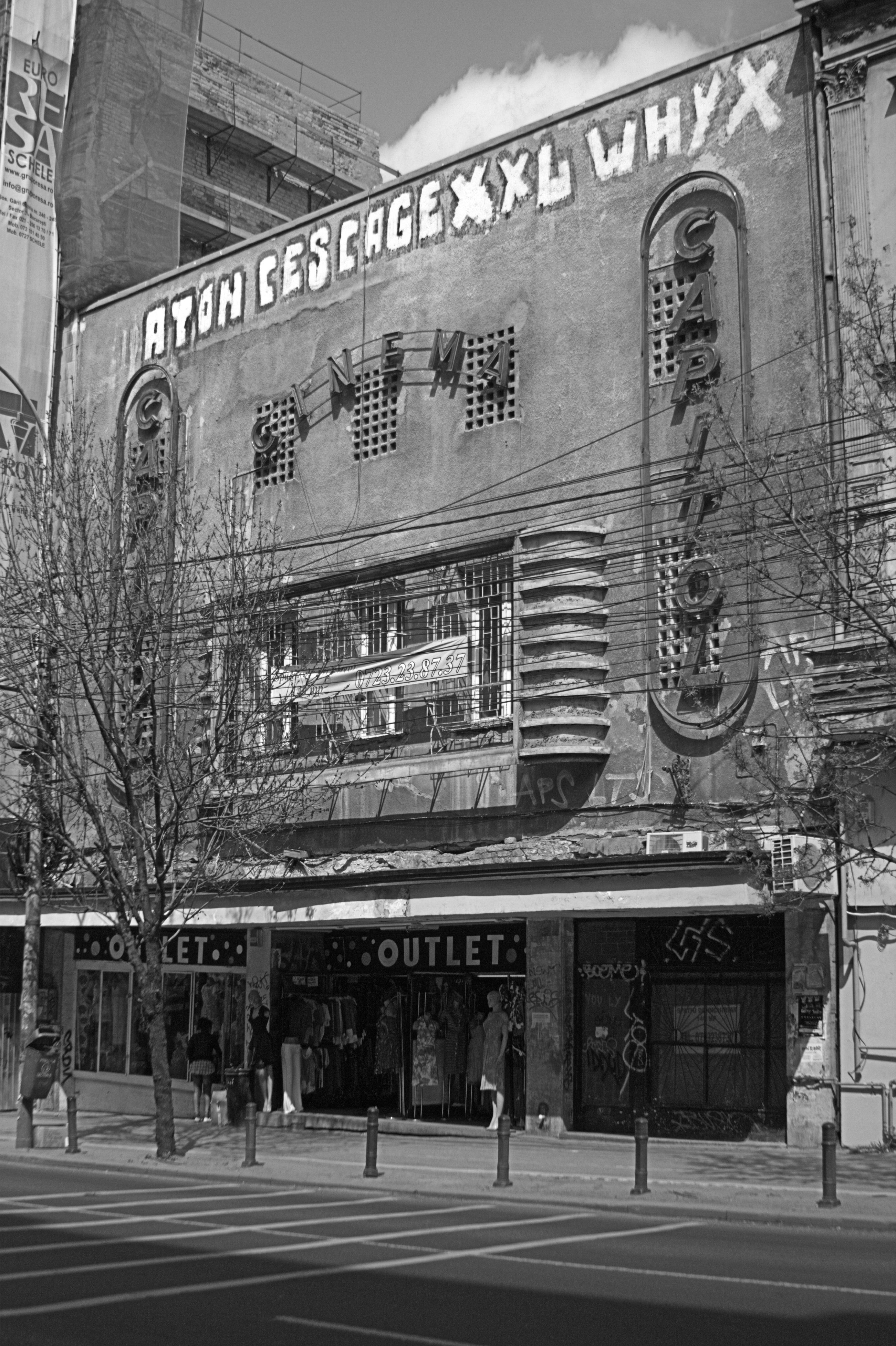
Địa danh Đồi Điện ảnh ở Bucharest

### Phim nổi tiếng
- 4 luni, 3 săptămâni și 2 zile (4 Monate, 3 Wochen und 2 Tage) (2007)
- Balanța (The Oak) (1992)
- Baltagul (The Axe) (1969)
- Cum mi-am petrecut sfârșitul lumii (How I Celebrated the End of the World) (2006)
- Filantropica (Philantrophy) (2002)
- Marfă și Bani (Stuff and Dough) (2001)
- Mihai Viteazul (Kampf der Könige) (1970)
- Moartea domnului Lăzărescu (Der Tod des Herrn Lăzărescu) (2005)
- Răscoala (Der Aufstand) (1965)
- Ștefan cel Mare (Türkenschlacht im Nebel) (1974)[1]
- Terminus paradis (Next Stop Paradise) (1998)

### Nhà làm phim tên tuổi

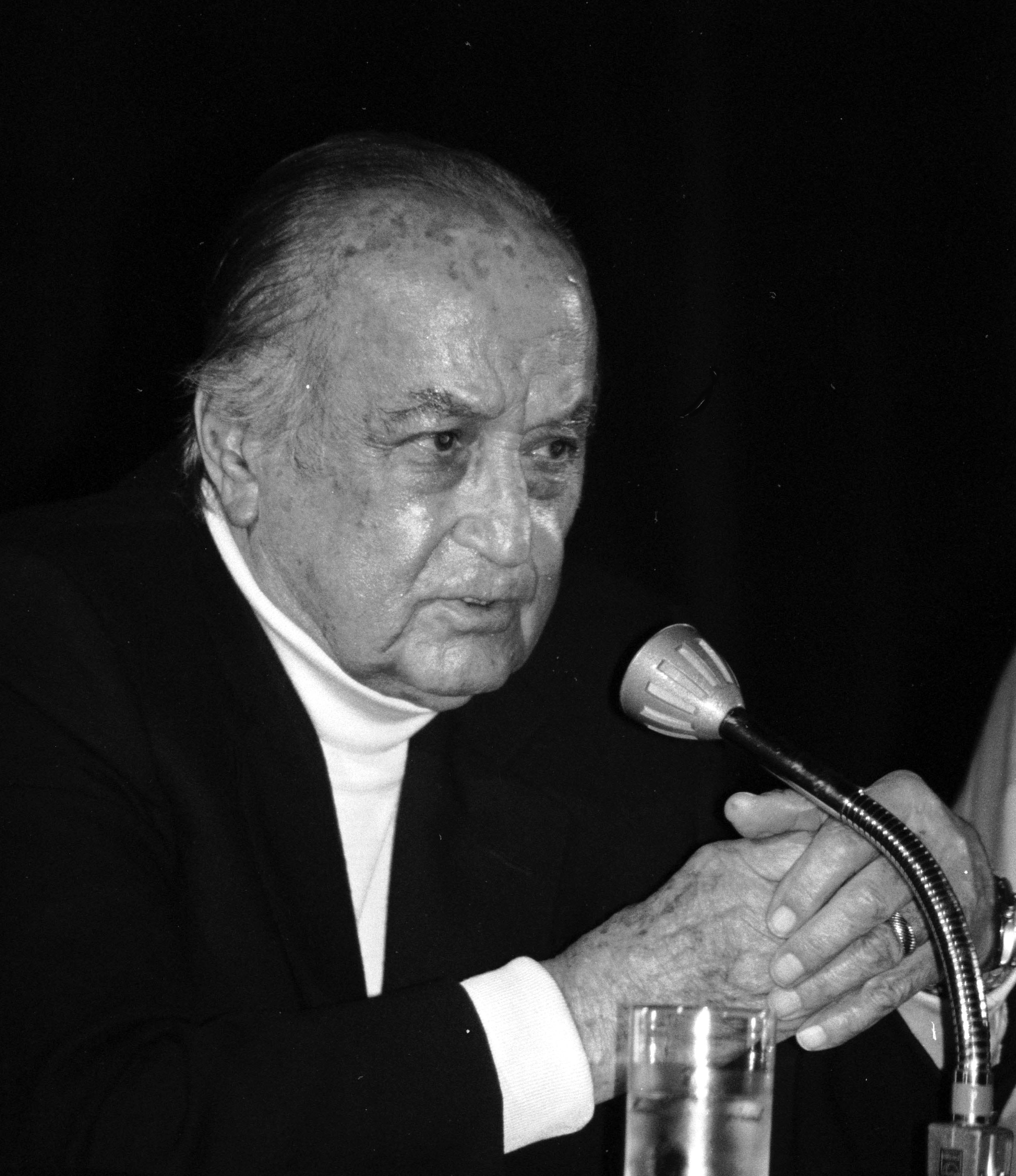
Jean Negulesco (1900-1993)

- Puiu Călinescu (1920-1997)
- Mircea Drăgan (geb. 1932)
- Jean Georgescu (1904-1993)
- Jean Mihail (1896-1963)
- Cătălin Mitulescu (geb. 1972)
- Cristian Mungiu (geb. 1968)
- Mircea Mureșan (geb. 1928)
- Cristian Nemescu (1979-2006)
- Jean Nicolescu (1900-1993)
- Sergiu Nicolaescu (geb. 1930)
- Lupu Pick (1886-1931)
- Lucian Pintilie (geb. 1933)
- Ion Popescu-Gopo (1923-1989)
- Corneliu Porumboiu (geb. 1975)
- Cristi Puiu (geb. 1967)
- Gheorghe Vitanidis (1929-1994)

### Diễn viên nổi tiếng

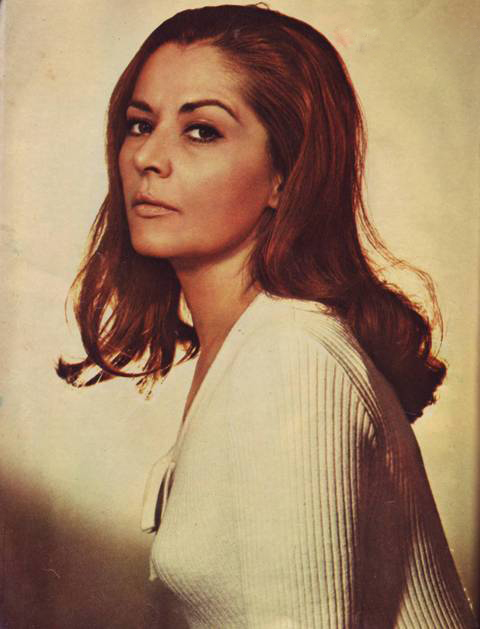
Nữ minh tinh Margareta Pogonat (1933 - ?)

- Elisabeta Bostan